# 花瓶子镇
花瓶子镇，是中华人民共和国陕西省商洛市丹凤县下辖的一个乡镇级行政单位。
2015年，陕西省民政厅批复同意将花瓶子镇双河村划归铁峪铺镇。

## 行政区划
花瓶子镇下辖以下地区：
赵湾村、石门村、油房坪村、花中村、过凤楼村、苏河村和粉塬村。